# Лудвиг IV (Тек)
Лудвиг IV фон Тек (на немски: Ludwig IV von Teck; † 1352) е херцог (граф) на Тек от линията Оберндорф.

## Произход
Той е най-възрастният син на херцог Херман I фон Тек († 1313/1314) и съпругата му Беатрикс фон Геролдсек († 1302), дъщеря на граф Хайнрих I фон Геролдсек-Велденц († 1296/1298). Внук е на херцог Лудвиг I фон Тек († 1283). Брат е на Херман II († 1319), херцог на Тек-Оберндорф, Фридрих II († 1342), херцог на Тек, и Лутцман (Лудвиг V) († 1332/1334), херцог на Тек.

## Фамилия
Лудвиг IV фон Тек се жени за фон Геролдсек († сл. 1352), дъщеря на Валтер III фон Геролдсек, фогт на Ортенау († 1323), и Сузана фон Верд († сл. 1311) и внучка на Херман I фон Геролдсек († 1262). Те нямат деца.